# 羅含
羅含（ら がん、生没年不詳）は、中国の晋代の文人・官僚。字は君章。本貫は桂陽郡耒陽県。

## 経歴
滎陽郡太守の羅綏の子として生まれた。幼くして孤児となり、叔母の朱氏に養育された。弱冠にして、荊州に3度召されたが、任官に就かなかった。州将の楊羨に招かれてようやく主簿となった。後に郡功曹となり、荊州刺史の庾亮の推挙により江夏従事となった。ほどなく州主簿に転じた。後に桓温が荊州に入ると、羅含は征西参軍に任じられた。さらに州別駕となった。建康に召還されて尚書郎となったが、桓温がその才能を重んじて上表し、羅含は征西戸曹参軍として再び荊州で桓温の下についた。まもなく宜都郡太守に転じた。桓温が南郡公に封じられると、羅含は郎中令として召された。ほどなく建康に召還されて正員郎となり、散騎常侍・侍中を経て、廷尉・長沙国相に転じた。老齢のため致仕し、中散大夫の位を加えられた。77歳で死去した。著書に『湘中記』3巻があった。

## 逸話・人物
- 羅含が若い頃、昼寝をしていたところ、1羽の文彩（模様と色彩）あでやかな鳥が口中に飛び込む夢を見た。驚いて飛び起きてそのことを話すと、朱氏が「鳥に文彩（文才）あるは、なんじ後に必ず文章あり」と説いた。このことがあってから後、羅含の文章の才能は日増しに新しいものになっていった。
- 羅含の父は新淦県の宰をつとめたことがあり、新淦出身の楊羨が荊州の州将となると、羅含を主簿として招いた。羅含は傲然として応じなかったが、楊羨が招聘を繰り返してやまないので、断り切れずに就任した。楊羨が職を辞職して故郷に帰るとき、羅含は楊羨を新淦まで送っていった。新淦の人は羅含が以前の県宰の子であることから、みな賄賂を贈ってきたが、羅含は咎めずこれを受け取った。帰るときに賄賂には全て封をして、その場に置いて立ち去った。
- 江夏郡太守の謝尚は、羅含とともに世俗の外の世界を好んでおり、「羅君章は湘中の琳琅と謂うべし」と評した。
- 桓温は羅含を謝尚のもとに派遣して、取り調べさせたことがあった。羅含が謝尚のところに着くと、仕事を放りだして、謝尚と連日飲み明かして帰った。桓温が取り調べのことを訊ねると、羅含は「公は謝尚のことをどのような人物と思われますか」と逆に訊ねた。桓温が「我に勝る人物である」と答えると、羅含は「どうして公に勝る人物の行いに非がありましょうか。問う必要のないことです」とはぐらかした。桓温はその問答を面白がって羅含を責めなかった。
- 羅含が荊州別駕となると、役所が騒がしいことから、城西の池の小洲の上に茅ぶきの小屋を立て、木を伐って木材とし、葦を織って席を作って座り、粗衣粗食で平然としていた。桓温が属僚たちと宴会を開くと、羅含は遅れてやってきた。桓温が「これはどのような人か」と衆座の人々に訊ねると、ある人が「荊楚の材と謂うべし」と答えたので、桓温は「これは江左の秀であって、どうして荊楚のみに限ることがあろうか」と言った。

## 伝記資料
- 『晋書』巻92 列伝第62